# Turbinoliidae
Turbinoliidae é uma família de cnidários antozoários da subordem Caryophylliina, ordem Scleractinia.

## Géneros
Seguem os gêneros da família:
- Alatotrochus (Cairns, 1994)
- Alveolocyathus (Filkorn, 1994 †)
- Australocyathus (Cairns & Parker, 1992)
- Bothrophoria (Felix, 1909 †)
- Chingchingocyathus (Ogbe, 1976 †)
- Conocyathus (d'Orbigny, 1849)
- Cryptotrochus (Cairns, 1988)
- Cyathotrochus (Bourne, 1905)
- Deltocyathoides (Yabe & Eguchi, 1932)
- Dunocyathus (Tenison-Woods, 1878)
- Endocyathopora (Cairns, 1989)
- Foveolocyathus (Cairns, 1997)
- Holcotrochus (Dennant, 1902)
- Idiotrochus (Wells, 1935)
- Kionotrochus (Dennant, 1906)
- Levicyathus (Filkorn, 1994 †)
- Lissotrochus (Cairns, 2004)
- Lophotrochus (Cairns & Kitahara, 2022)
- Notocyathus (Tenison-Woods, 1880)
- Palocyathus (Filkorn, 1994 †)
- Peponocyathus (Gravier, 1915)
- Platytrochus (Milne Edwards & Haime, 1848)
- Pleotrochus (Cairns, 1997)
- Pleuropodia (Dennant, 1903 †)
- Pseudocyathoceras (Cairns, 1991)
- Sphenotrochus (Milne Edwards & Haime, 1848)
- Thrypticotrochus (Cairns, 1989)
- Tiarasmilia (Wells, 1932 †)
- Trematotrochus (Tenison-Woods, 1879)
- Tropidocyathus (Milne Edwards & Haime, 1848)
- Turbinolia (Lamarck, 1816)
- Wellsotrochus (Squires, 1960 †)